# Morebilus diversus
Morebilus diversus là một loài nhện trong họ Trochanteriidae. Loài này phân bố ở het noorden van Australië.